# ISV
ISV（アイエスヴィ、英語: independent software vendor の略）は、コンピュータメーカ系列ではない、パッケージソフトウェアの開発・販売会社の総称である。
従前はサードパーティーという語を用いていたが、近年ではISVを用いる場合が一般的である。
近年は、コンピュータメーカのソフトウェア部門が他社製コンピュータ上で動作するパッケージソフトウェアを開発・販売する場合もあり、この場合は「他社」の視点からみた場合にはISVに該当する。
また、ISVの製品の上で動作するパッケージソフトウェアの開発・販売会社の製品もISVという場合がある。

## 大手IT企業のISVに対する取り組み
IBM
PartnerWorldのサブメニューであるPWIN(PartnerWorld Industry Network)にて対応。
IBMでは1999年にデベロッパー憲章の名の下、アプリケーション・パッケージの開発をおこなっておらず、その部分をISVに委ねることでアライアンスの強化を図っている。
Microsoft

ORACLE
On ORACLE上で対応。